# Lantana camara
Pour les articles homonymes, voir Camara.
Espèce
Synonymes
- Lantana aculeata L.
- Lantana tiliifolia auct. non Cham.

Classification APG III (2009)
Statut de conservation UICN

 NE  : Non évalué
Lantana camara, le Lantanier ou Camara commun, également appelé Galabert à La Réunion et aux Antilles françaises, appelé kalabera à Madagascar est une espèce d'arbustes de la famille des Verbenaceae. Il est originaire d'une aire de répartition naturelle s'étendant du Mexique à l'Amérique tropicale, mais est de nos jours pantropical. Il fait partie des 100 pires espèces envahissantes selon l'UICN.

## Description

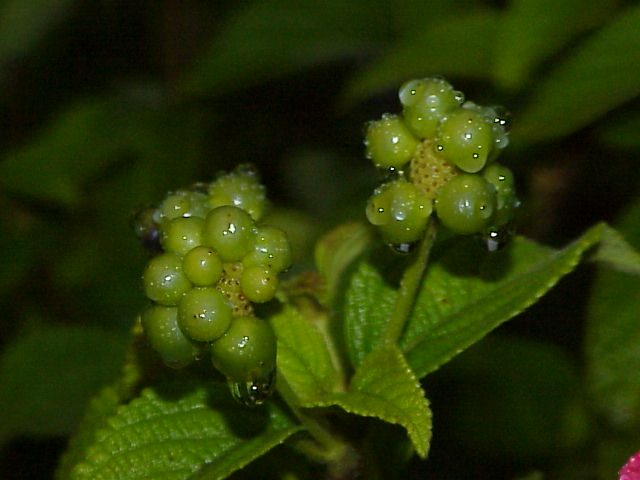
Fruits toxiques de Lantana camara.

### Aspect général

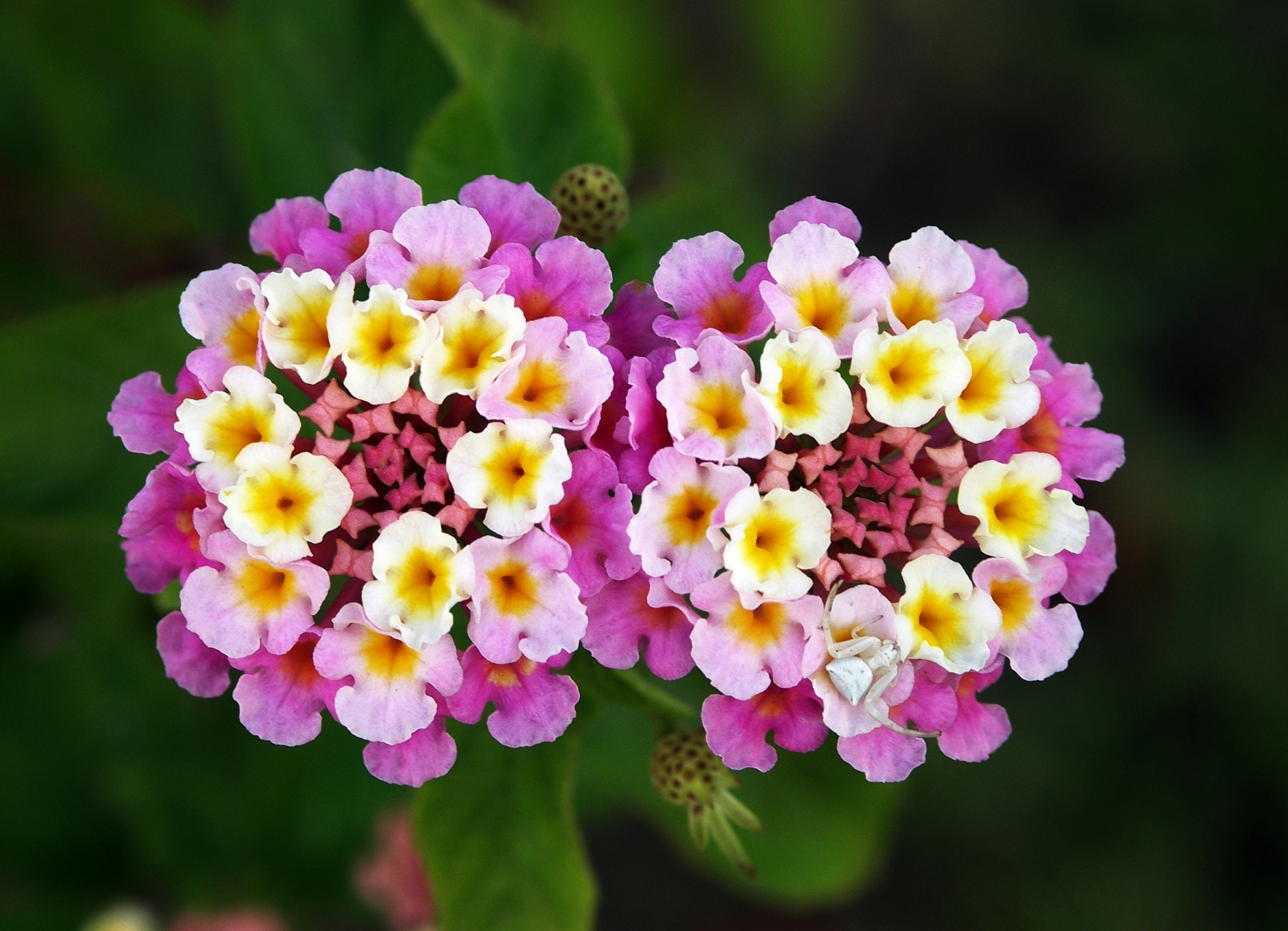
Fleurs de L. camara avec une araignée-crabe blanche (Misumenoides formosipes), en bas à droite, en attente d'une proie.

Lantana camara est un arbrisseau buissonnant sarmenteux épineux, arrondi ou étalé. Il atteint une hauteur de 0,5 à 3 m.

### Tiges
La tige est quadrangulaire, dotée de nombreuses épines en crochet orientées vers le bas.

### Feuilles

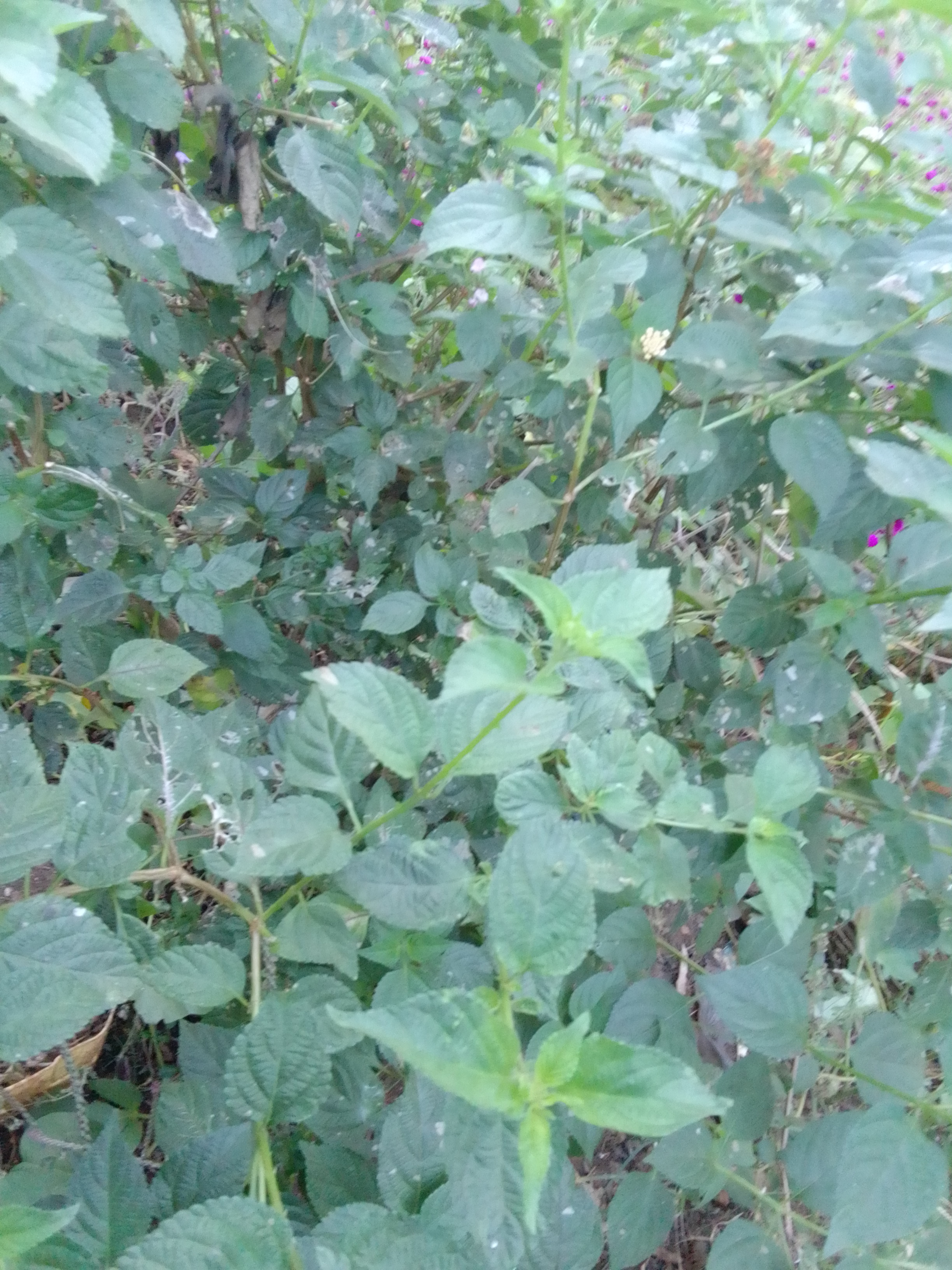
feuilles de lantana camara

Ses feuilles de couleur vert sombre et dentées sont composées et opposées. À l'instar des tiges, les feuilles dégagent une forte odeur lorsqu'elles sont froissées.

### Fleurs

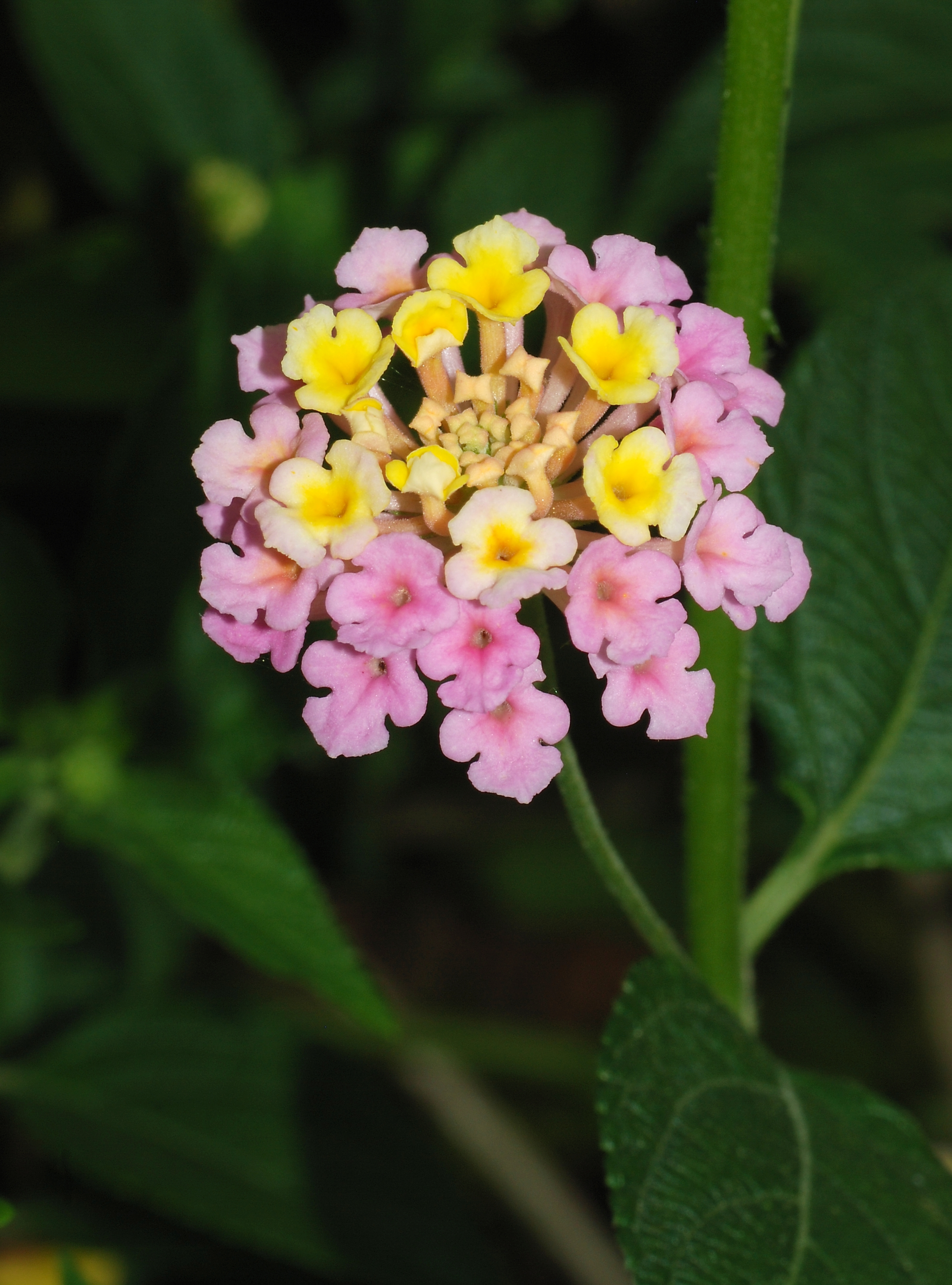
fleur de lantana camara

Son inflorescence est en panicules de couleurs multiples. Sa période de floraison s'étend du printemps à l'automne. Ses fleurs sont jaunes ou roses.

### Fruits

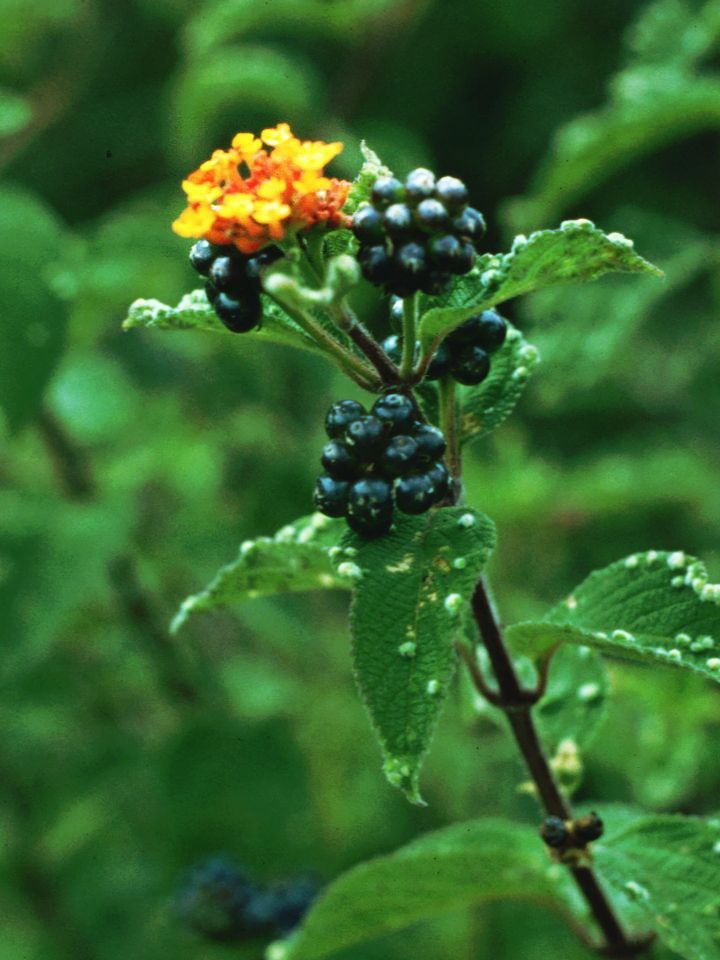
Fruits de lantana camara

Ses fruits sont des drupes de petite taille et sont groupés, mais non soudés entre eux. Ils sont de couleur noire à maturité. Ils sont toxiques lorsqu'ils sont verts. En Inde, l'espèce porte des fruits toute l'année, ce qui semble avoir un impact sur les communautés d'oiseaux.

## Habitat et aire de répartition
Selon POWO, l’aire de répartition naturelle de Lantana camara s’étend du Mexique à l’Amérique tropicale : Mexique, Guatemala, Nicaragua, Panama, Cuba, Caraïbe du sud-ouest, République dominicaine, Antilles néerlandaises, Venezuela, Colombie, Équateur, Brésil Nord et Ouest-Central.
L’espèce a été introduite en Assam, Bangladesh, Galapagos, Guinée, Hawaï, Italie, Malte, KenUn Deya, Népal, Queensland (Australie), Sri Lanka, Congo.
L’arbuste pousse principalement dans le biome subtropical.
Cette espèce a été introduite par les jardins botaniques ou comme plante ornementale sur divers continents.
Elle est considérée comme indigène dans la vallée inférieure du Rio Grande (Texas) aux États-Unis.

## Toxicité

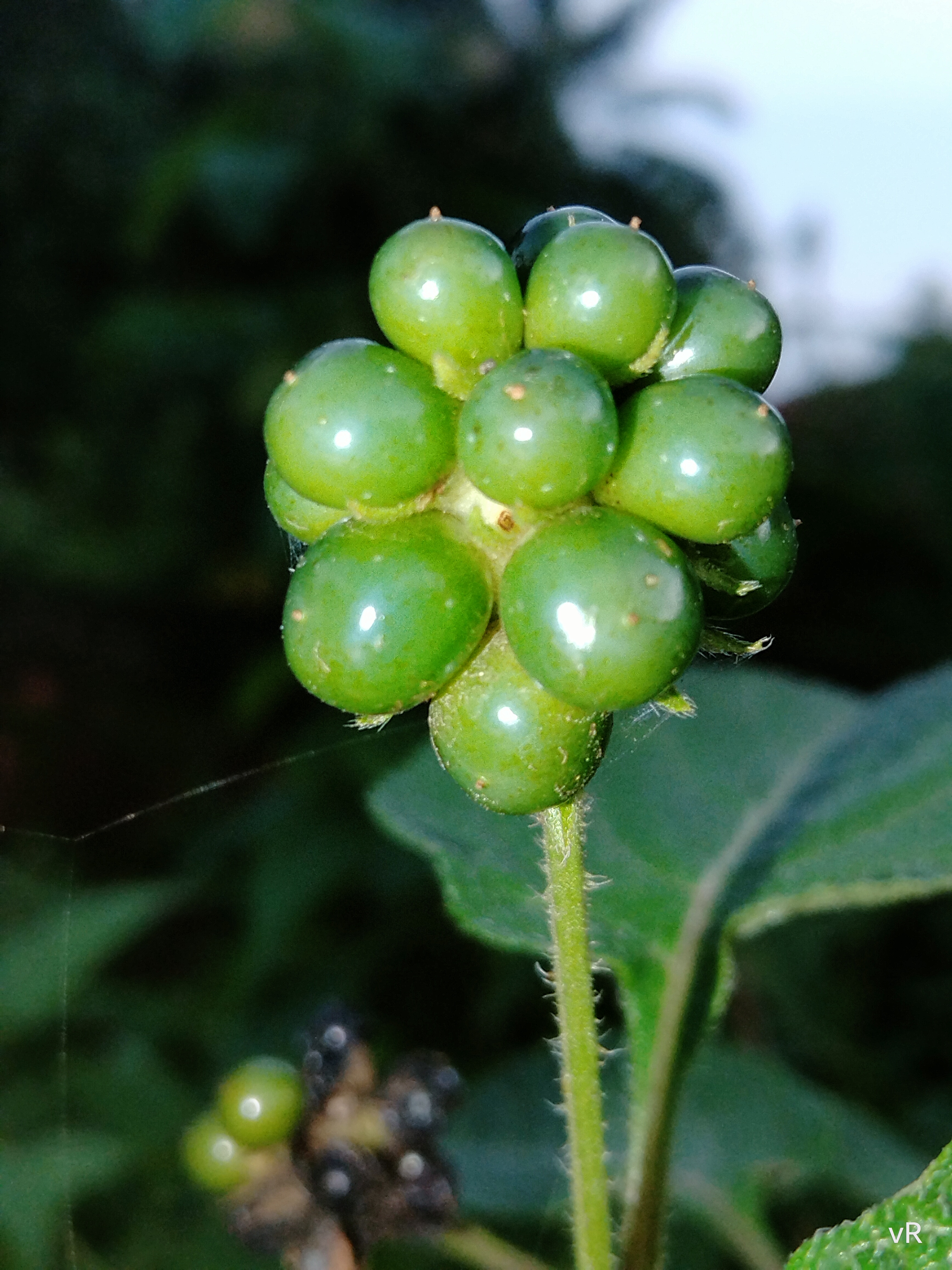
fruits vert du lantana camara

Outre une propension à occuper la niche écologique d'autres espèces, cette plante produit des fruits très toxiques encore verts, avant leur maturité, pour l'homme et de nombreux animaux qui les ingèrent. Son feuillage produit des triterpénoïdes : des composées organiques à 30 carbones pentacycliques qui le rendent hépatotoxique et induit une photosensibilité chez les animaux de pâturages (moutons, chèvres, bovins et chevaux), avec des pertes importantes par mortalité aux États-Unis, en Afrique du Sud, Inde, Mexique et Australie.

## Invasivité et impacts écologiques

### Origines
Des lantaniers originaires des Antilles se sont propagés et naturalisés aux États-Unis, surtout sur le littoral atlantique, de la Floride à la Géorgie, où le climat est proche de son climat natal (chaleur et humidité). Elle est classée parmi les pires espèces envahissantes et toxiques en Floride, et est devenu un problème au Texas et à Hawaï,. En Nouvelle-Calédonie, le Code de l'environnement de la Province Sud interdit l’introduction dans la nature de cette espèce ainsi que sa production, son transport, son utilisation, son colportage, sa cession, sa mise en vente, sa vente ou son achat.

### Répartition actuelle
Le lantanier a couvert de vastes zones en Inde, en Australie et dans une grande partie de l'Afrique, jusque dans les trouées de forêt d'Afrique tropicale (Ouganda…), et jusque sur les plateaux du Kenya dans les zones ne recevant pourtant que peu de pluies. Dans les forêts, elle s'avère d'autant plus invasive que la trouée dans la canopée est vaste ou mise en connexion avec d'autres.

### Zones de prédilection
Lantana camara se propage le long des sentiers et des lisières de champs déserts, dans les exploitations agricoles et les coupes à blanc.

### Caractéristiques favorisant l'invasivité
Les graines étant dispersées par les oiseaux, quand la plante est introduite quelque part, elle peut se propager rapidement si le milieu lui convient. Elle est résistante au feu, et se développe rapidement sur les zones brûlées, devenant même un sérieux obstacle à la régénération naturelle d'espèces indigènes importantes, dont en Asie du Sud l'arbre Shala (Shorea robusta), avec des problèmes documentés dans au moins 22 pays[réf. souhaitée].

### Moyens de lutte
Des dispositifs de lutte biologique au moyen d'insectes et de rouilles ont été mis en place avec succès en Nouvelle-Calédonie, où les populations de Lantana camara ont bel et bien régressé.

## Usages

### Artisanat
Cette espèce peut être utilisée pour son bois (tables et chaises fabriquées à partir des tiges, balais par assemblage de ses petites branches).

### Propriétés médicinales
L'extrait méthanolique des feuilles de Lantana camara semble faciliter la cicatrisation d'ulcères gastriques et empêcher le développement d'ulcères duodénaux chez le rat. Des extraits des feuilles fraîches ont un effet antibactérien et sont traditionnellement considérées au Brésil comme ayant des vertus antipyrétique, carminatives et utiles pour le traitement d'infections respiratoires. À Madagascar, la plante entière est utilisée comme tisane pour faire baisser la fièvre.

### Ornement
Lantana camara a été introduit en Nouvelle-Calédonie en 1863 pour former des haies ornementales. De nos jours, elle se retrouve souvent dans les jardins néo-calédoniens malgré son statut de plante envahissante et le fait que sa détention soit interdite.

### Phytoremédiation
Selon une thèse publiée en 2009, dans un sol contaminé par le plomb, la présence du ver de terre Pontoscolex corethrurus (de la famille des Glossoscolecidae) a pour effet d'augmenter l'absorption de plomb par la plante et sa biomasse (aérienne et racinaire), le ver augmentant le taux de matière organique du sol, sa capacité d'échange cationique et sa teneur en azote total, et le potassium total est biodisponible. L'activité enzymatique de la rhizosphère augmente aussi. Cet effet pourrait être dû aux communautés microbiennes du sol (bactéries et champignons notamment), dopées par le travail du ver de terre dans l'agrégat racinaire. Selon l'auteur de la thèse, « l'association de ces deux organismes aurait donc un potentiel considérable pour le traitement de sites industriels pollués au plomb »;

## Horticulture
Le lantanier peut être planté à l'extérieur en climat très doux (car il ne tolère que les très faibles gelées)  ou à l'intérieur. Peu exigeant sur la nature du sol, résistant à la sécheresse et aux embruns, il réclame peu d’arrosage et n’exige que le plein soleil pour s’épanouir.
Quand les conditions de milieu s'y prêtent, cette plante peut cependant devenir invasive et poser des problèmes de toxicité pour la faune herbivore, y compris domestique, ou pour les enfants.
Dans les serres, Lantana camara est connu pour attirer les mouches blanches.

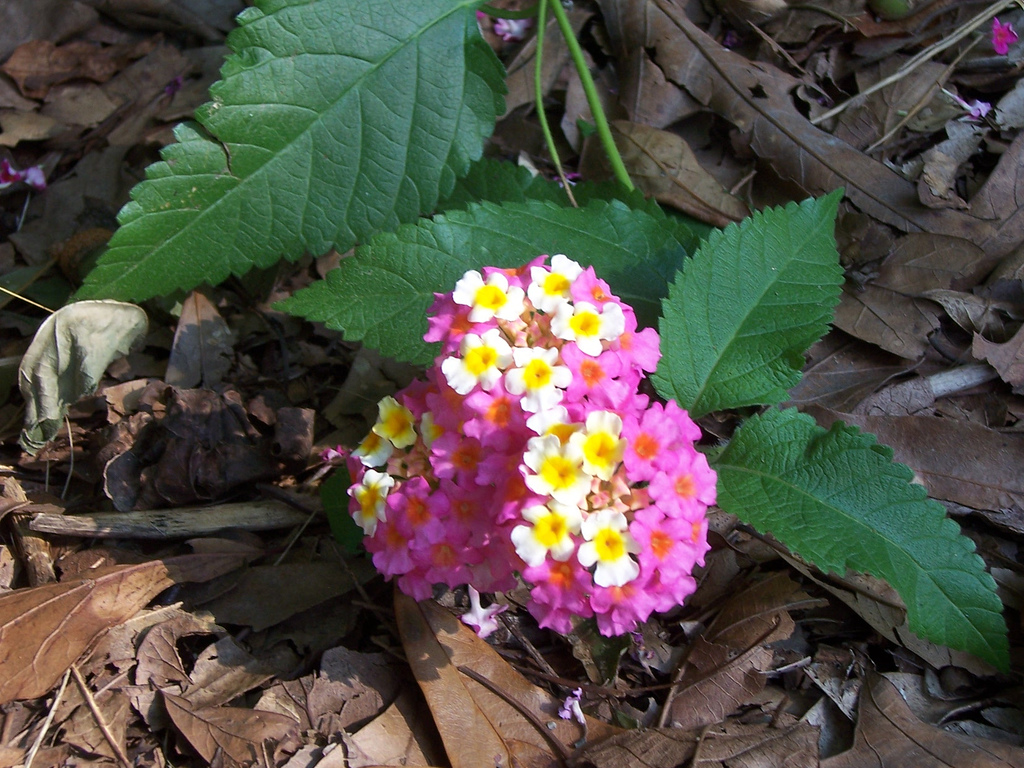
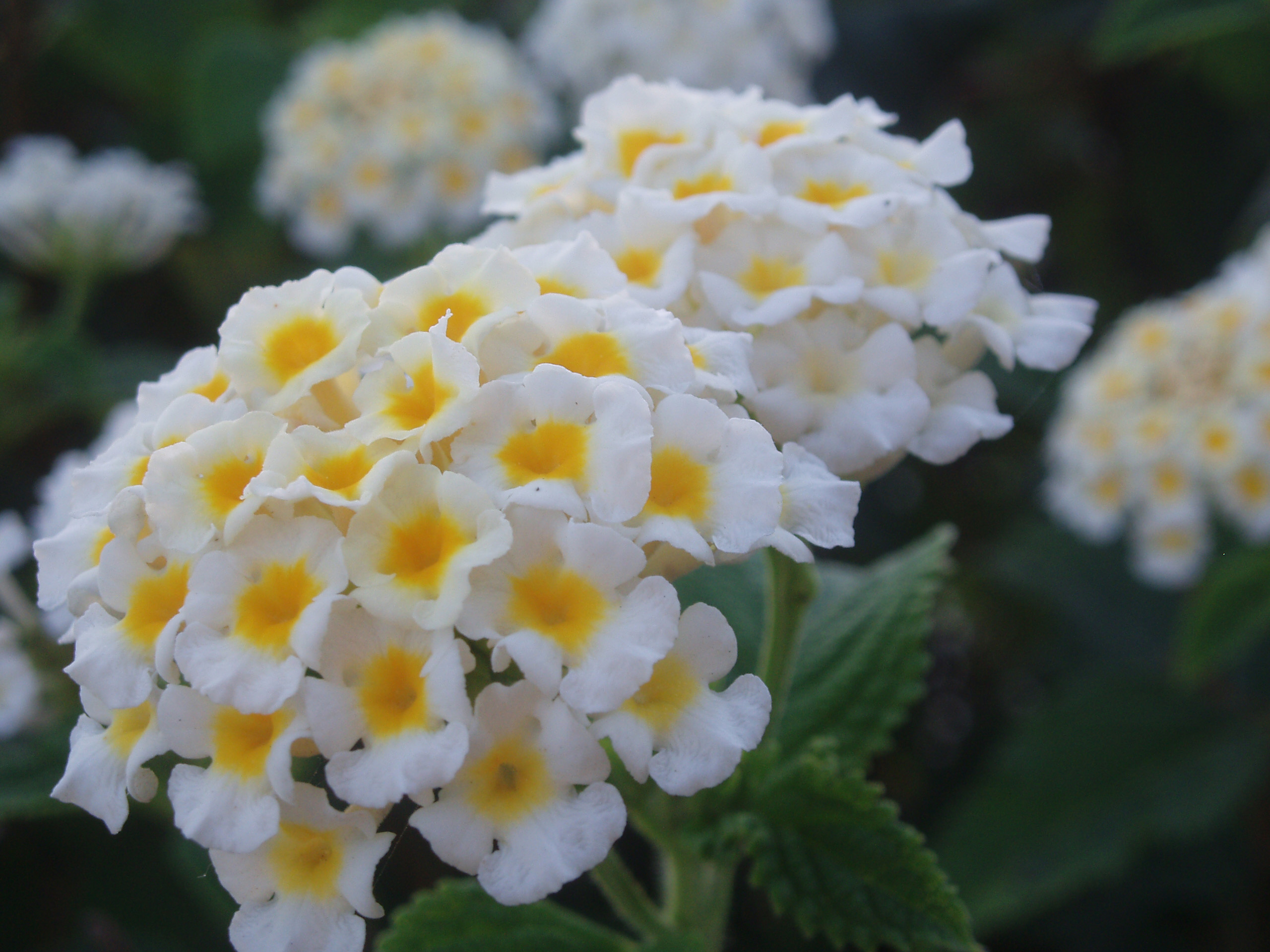
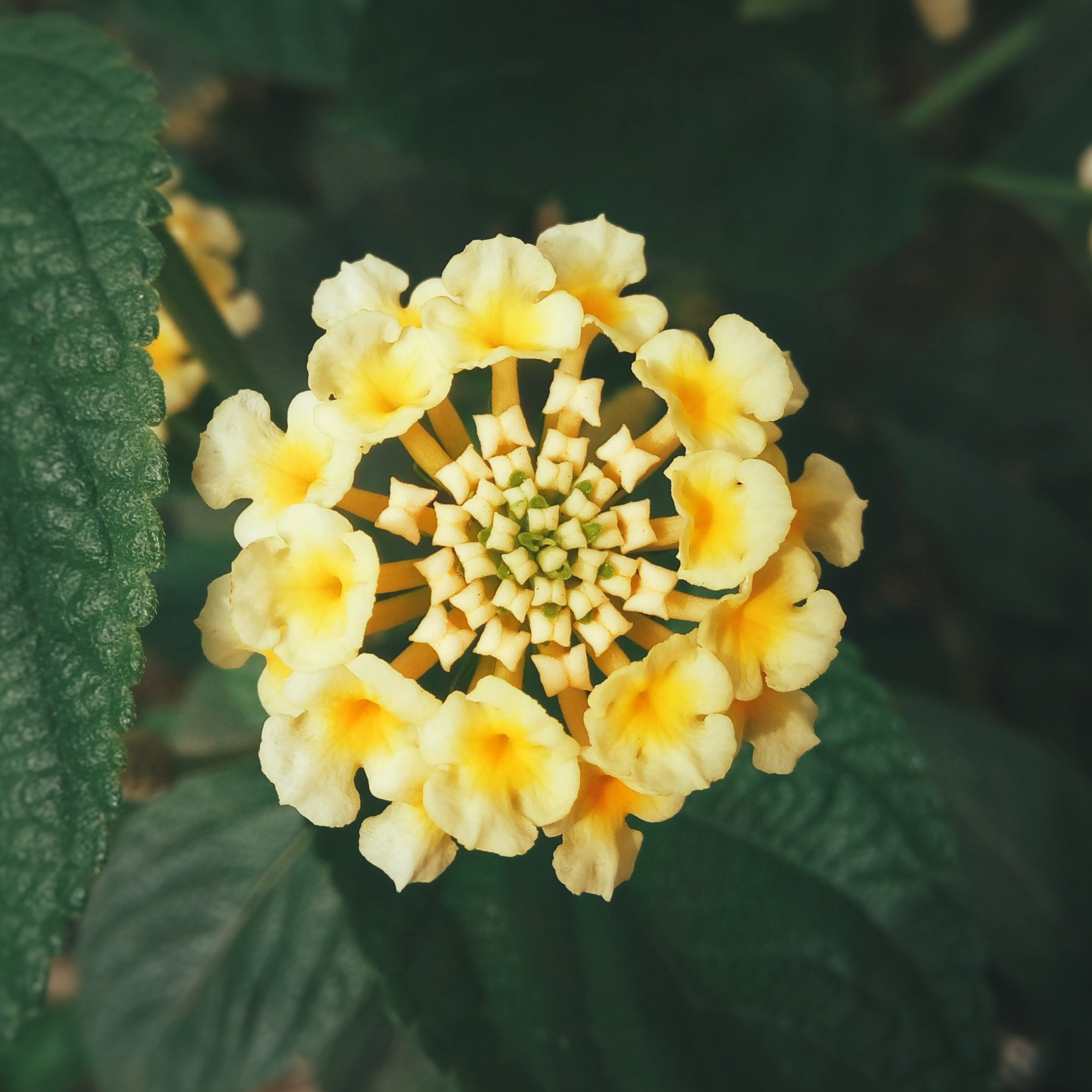
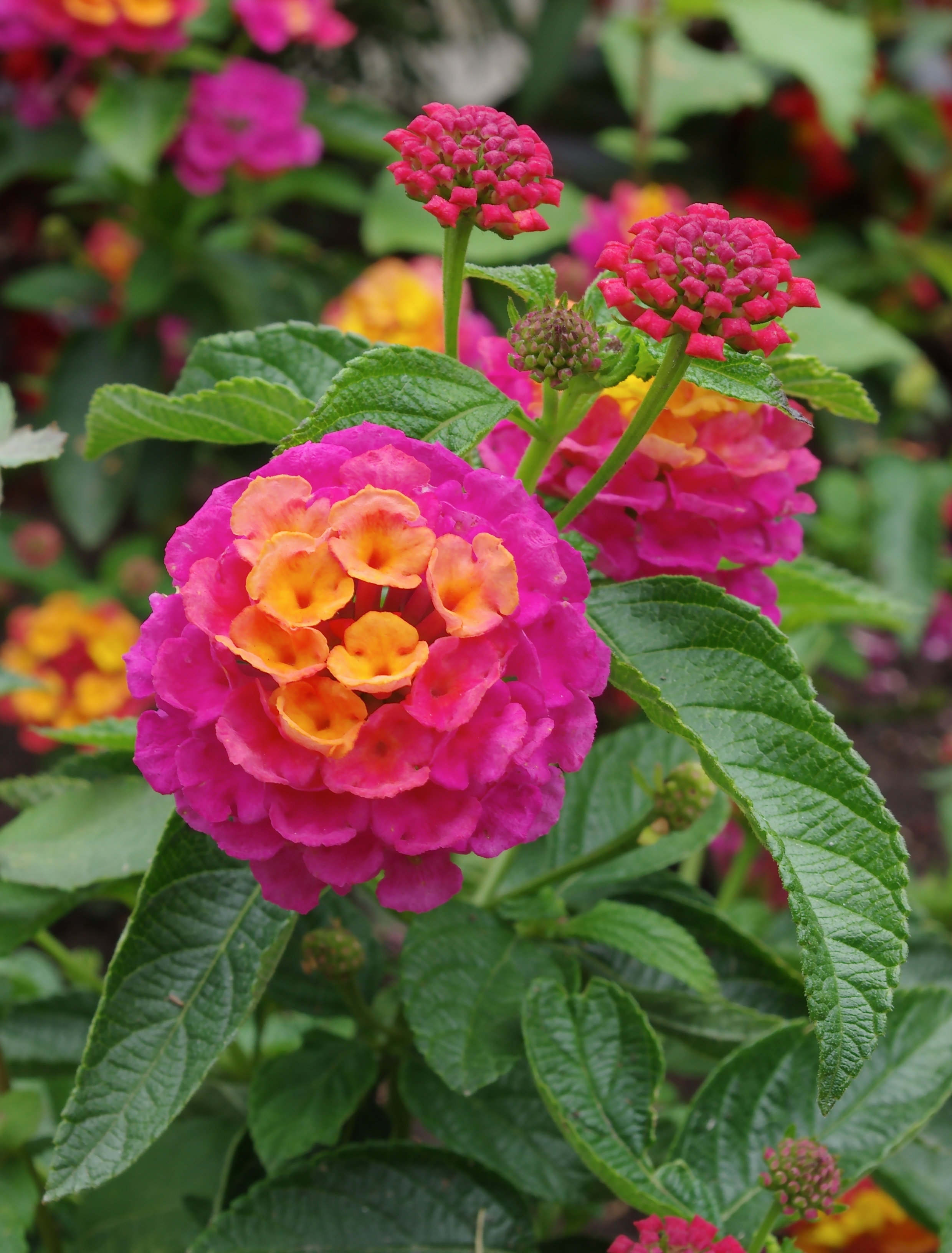
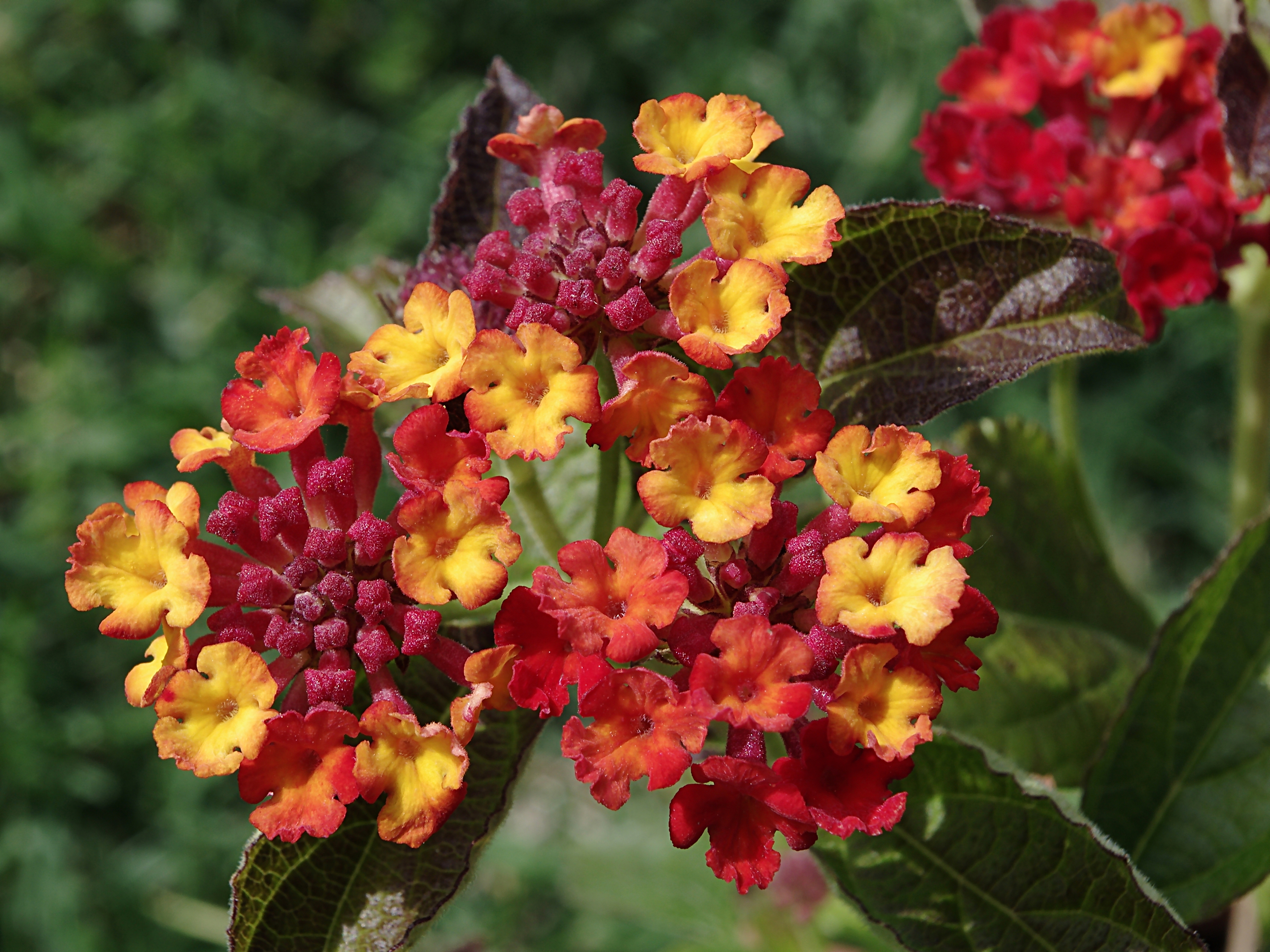
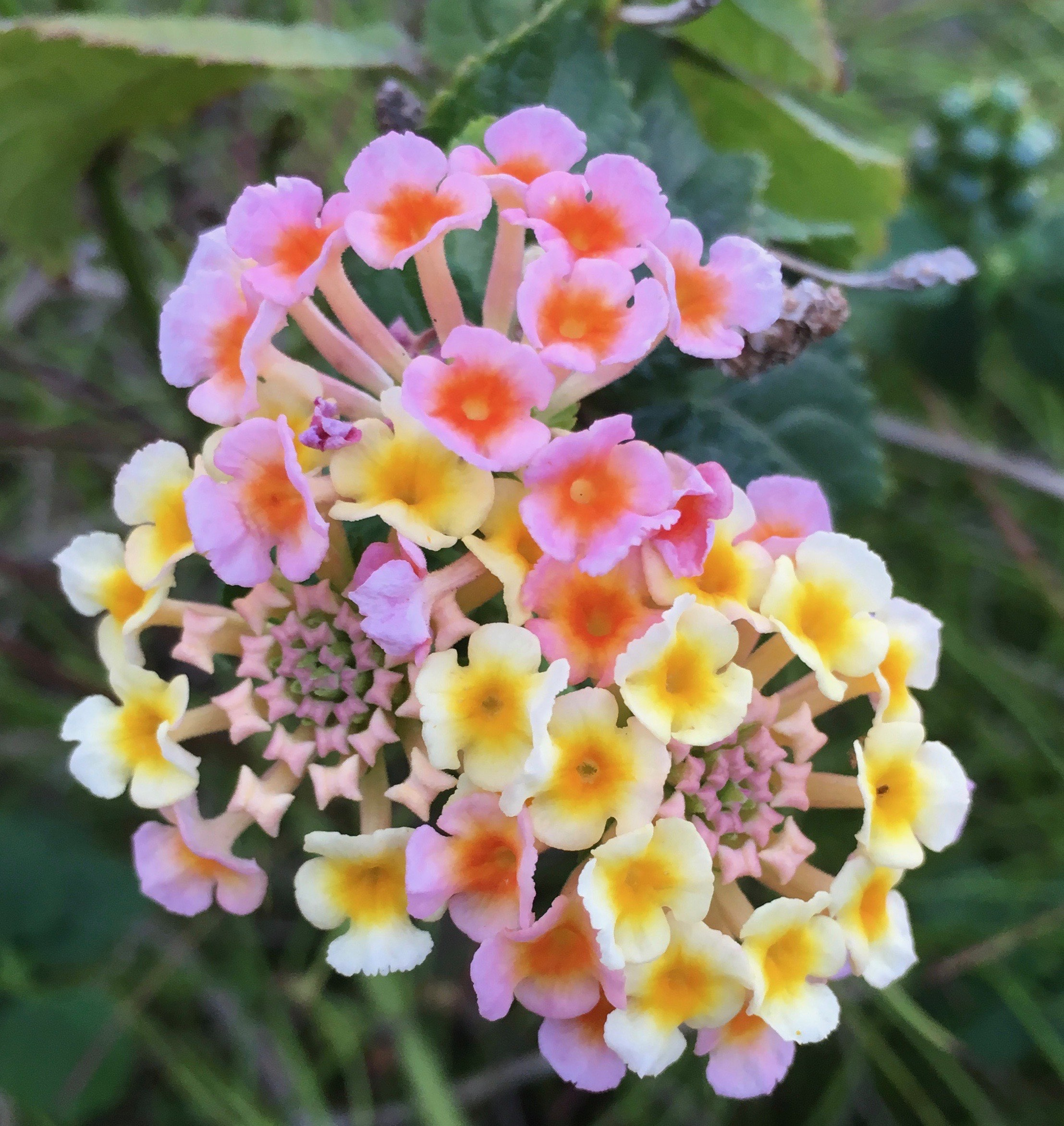
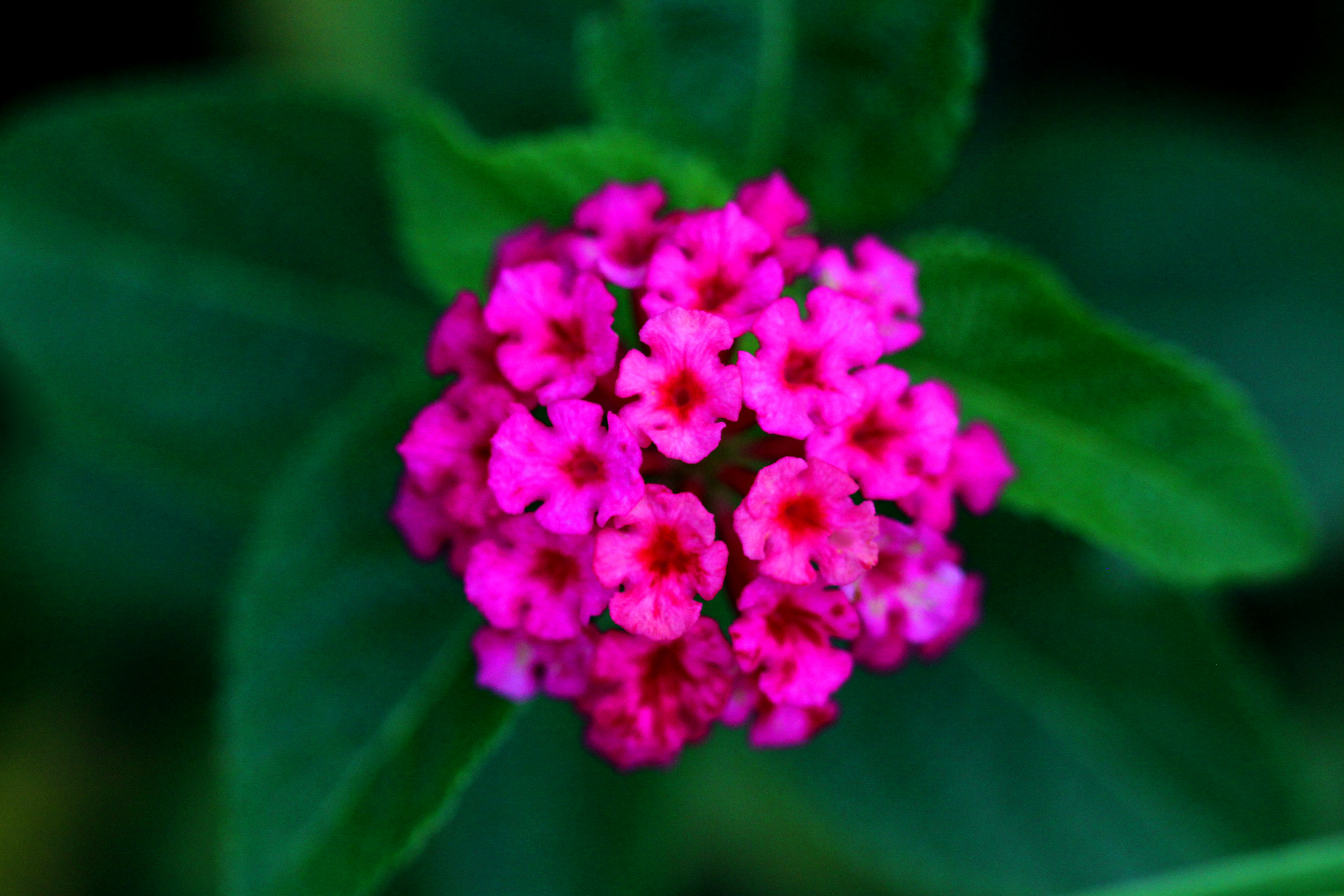
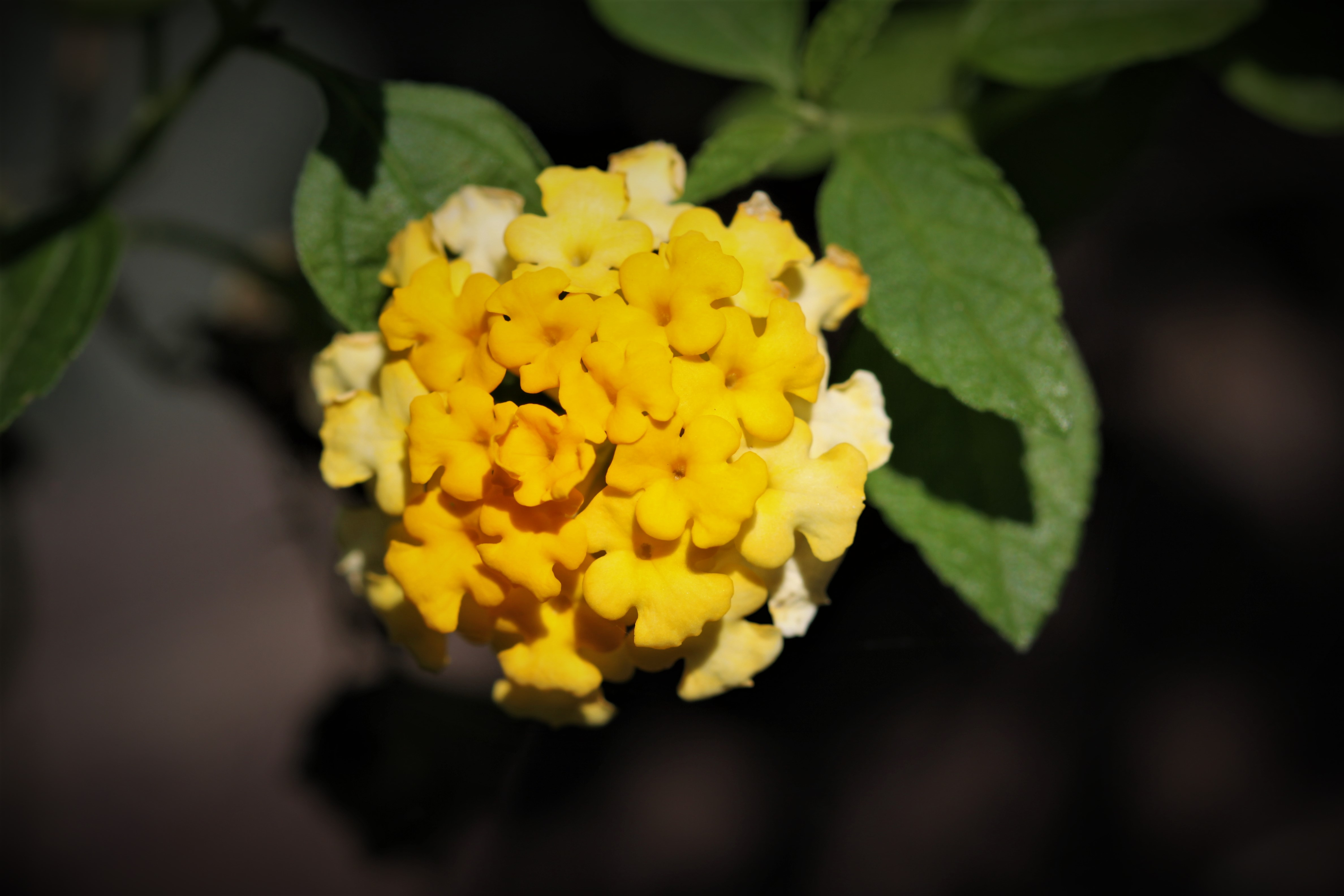
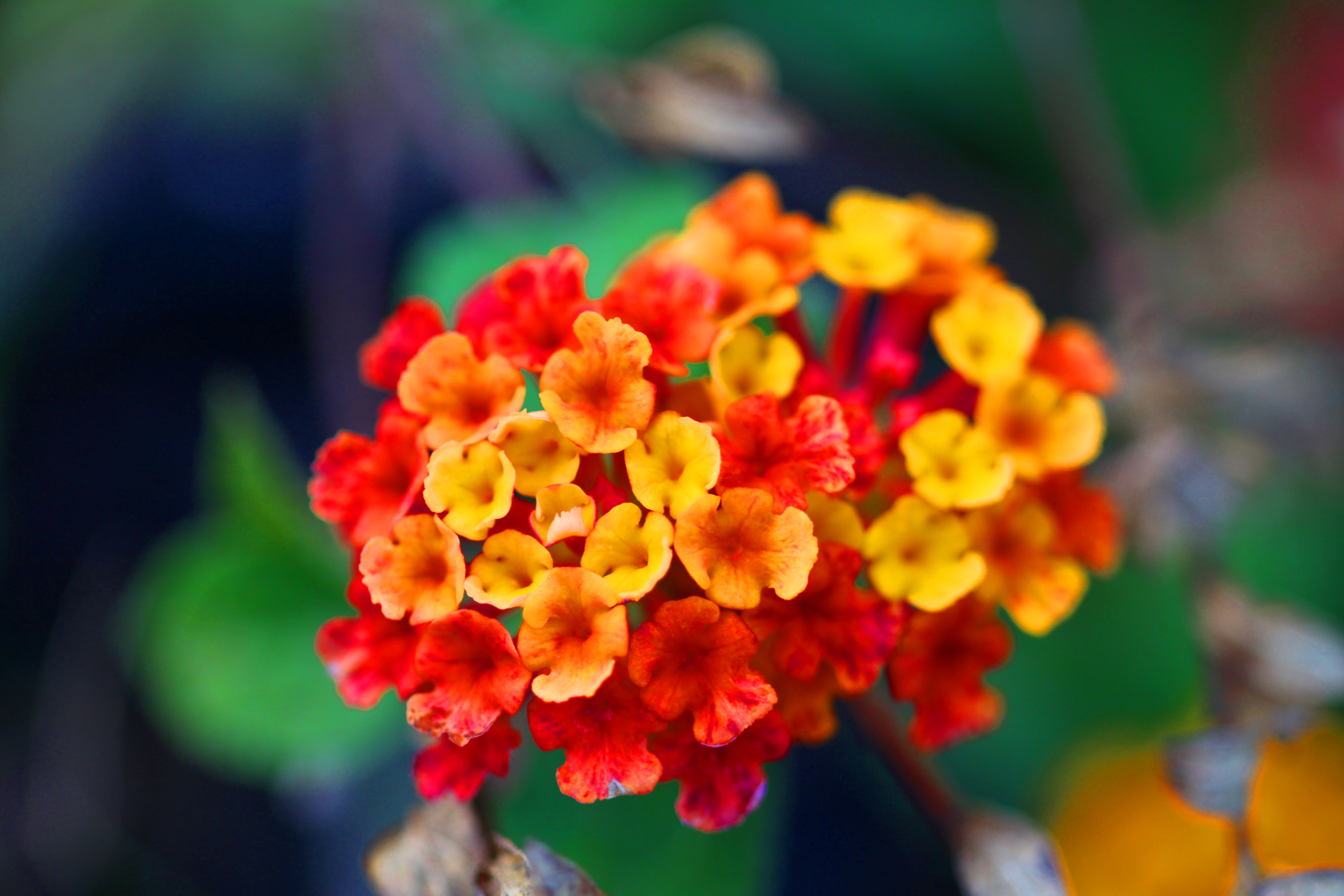
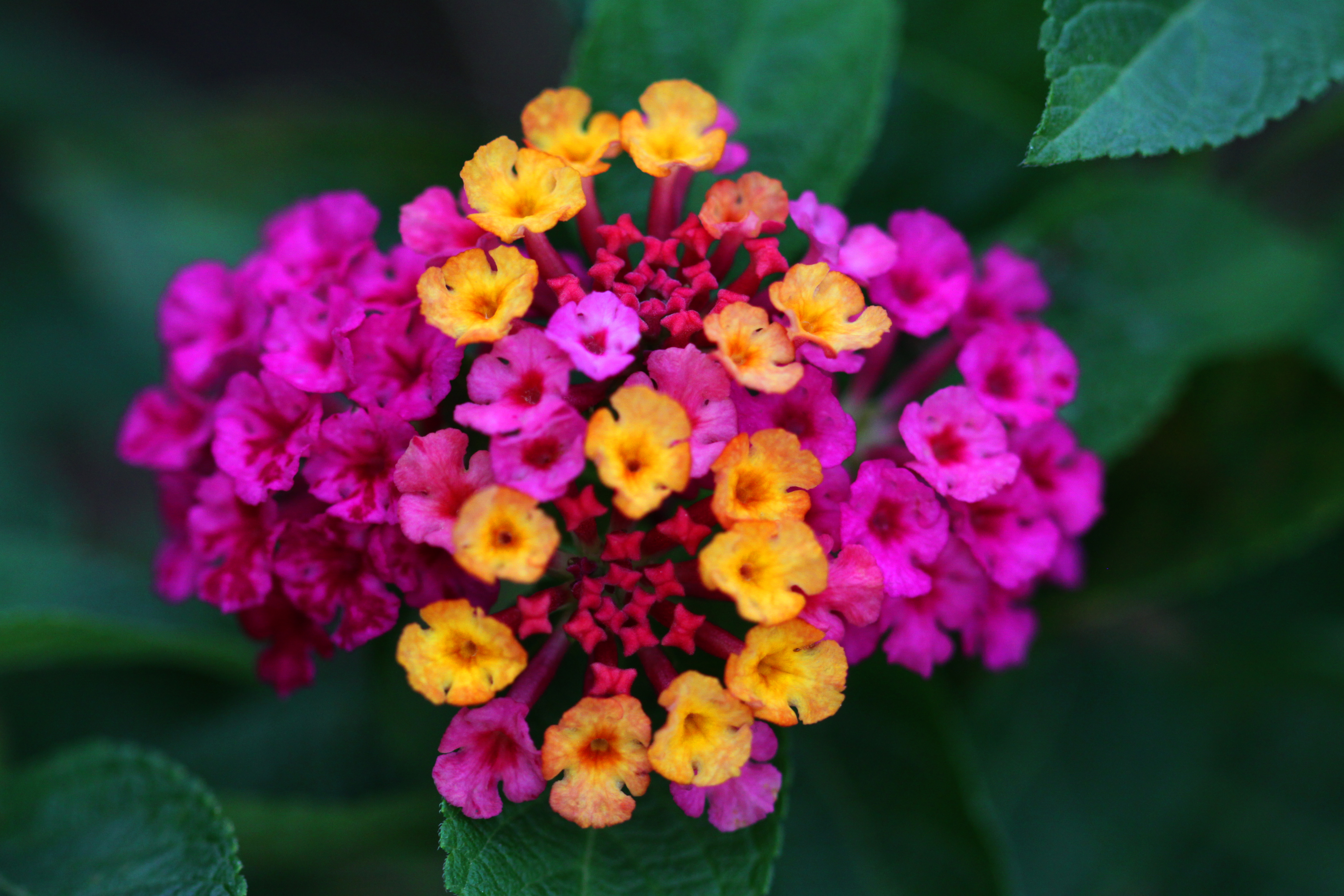